# Obdurodon insignis
Obdurodon insignis é uma espécie fóssil de monotremado do Oligoceno Superior da Austrália (estado da Austrália do Sul).